# Martin Kaalma
Martin Kaalma (Tallinn, 14 aprile 1977) è un calciatore estone, portiere del Paide Linnameeskond.

## Carriera

### Club
Ha disputato tutta la sua carriera in patria. Negli anni di maggior successo, quando ha militato in nazionale, giocava nel Flora Tallin.

### Nazionale
Kaalma ha disputato 35 partite per la Estonia, 16 con l'Under-21 e 1 sia con l'Under-16 che con l'Under-19.